# Lionel Bussey
Pour les articles homonymes, voir Bussey (homonymie).
Lionel Ernest Bussey, né le 6 octobre 1883 et mort le 5 décembre 1969, est un ingénieur en mécanique britannique qui a rassemblé une collection d'environ 600 paires de chaussures pour femmes.
Aucune de ces paires n'a été porté et de nombreuses chaussures sont toujours dans leur boîte d'origine. À sa mort, il légua sa collection à un « musée où des musées » et au Victoria and Albert Museum de Londres qui a accepté 50 paires, d'autres chaussures ont été données à la galerie d'Art et au musée de Northampton et au Brooklyn Museum.

## Biographie
Lionel Ernest Bussey est né le 6 octobre 1883 de William Thomas Bussey, le « premier greffier du service comptable » à Gas Light and Coke Company, Westminster, et de Marie-Louise Bussey. Il avait une sœur Edith Marie Bussey (né en 1891) et un autre frère. Un des enfants était mort en 1911. Au moment du recensement de 1911, la famille vivait au 65, Sandmere Road, Clapham à Londres.

### Carrière
Lionel Bussey était un « ingénieur certifié en mécanique et en électricité » et « assistant auprès du conseil en propriété industrielle » selon le recensement de 1911. Il a été le déposant d'un certain nombre de brevets déposés dans le Royaume-Uni et aux États-Unis. Il était un membre de l' Institution of Mechanical Engineers et a été désigné comme un ingénieur en mécanique en 1936 par le Probate Calendar.
Dans son testament, Bussey a demandé que « tous les fichiers et documents en rapport avec l' United Gas Industries Limited, U.G.I. House, 3–4 Bentinck Street, London W. 1 soient transmis ».
Lionel Bussey est décédé le 5 décembre 1969. Sa maison au moment de sa mort était au 55 Rowfant Route, Balham, Londres SW17, qui était aussi la maison de sa mère lorsque celle-ci est décédé en 1935. A priori il ne s'est jamais marié. Ses exécuteurs testamentaires étaient de Barclays, une banque britannique et il a laissé un patrimoine de 14 836 £.

## La collection de chaussures
Lionel Bussey a commencé à collectionner les chaussures pour femmes à partir de 1914, et à sa mort, en 1969, il avait environ 600 paires. Il a tout acheté neuf dans les chaînes de magasins tels que Dolcis et Lilley & Skinner. Aucune paire n'a été porté et de nombreuses paires sont toujours dans leurs boîtes avec les tickets de caisse.
Dans son testament, il a déclaré que la vaste collection de « chaussures, acquise au cours des cinquante dernières années ou plus, doit être léguée éventuellement à un musée ou aux musées ». Le Victoria and Albert Museum (V&A) ne savait rien au sujet de la collection jusqu'à ce que les exécuteurs testamentaires de Lionnel Bussey les en informe. Madeleine Ginsburg, qui a géré l'annexion de la collection[Quoi ?], a déclaré : « J'ai eu à choisir rapidement parce que la maison était en vente, les portes ne se verrouillaient pas et les arpenteurs étaient en train de roder autour. En fin de compte j'ai ramené environ 80 paires au musée ». Le V&A a gardé 50 paires, tous fabriqués entre 1908 et 1960, les autres ont été donner au musée de Northampton et au Brooklyn Museum. Le V&A a également pris les anciennes copies du magazine britannique The Sketch pour leur bibliothèque, la London Library a reçu quelques livres de la collection de Bussey et le British Film Institute a reçu des copies de vieux magazines de films. Il a légué toute sa collection de timbres et « toutes ces machines de rasage et d'autres outils de rasage » à Herbert William Short de 51 Rowfant Road, à Londres.
L'exposition de V&A sur la saison 2015-2016 Shoes : Pleasure and Pain était largement consacrée à la collection de Bussey, y compris une paire de cuissarde rouge en cuir de 1920-1923. Selon la conservatrice de V&A, Helen Persson, Lionel Bussey avait beaucoup de chaussures marron des années 30.